# 班布里治島
班布里治島（Bainbridge Island），又译班布里奇島，是在美國華盛頓州基沙普縣內的一個島城，坐落於普吉特海灣。2010年美國人口普查時人口為23,025人。
在2005年7月，CNN/Money和Money雜誌將班布里奇島列為美國第二適居都市。
在當地所發行的報紙有評論家（Bainbridge Island Review）周報及基沙普太陽報（Kitsap Sun）日報。

## 著名人士
- 托莉·布萊克，色情演員、《閣樓》封面模特兒。
- 約翰·柏金斯，作家。

## 姊妹市
班布里奇島有兩個姊妹市:
- 尼加拉瓜Ometepe島[3]
- 法國, 南特

## 外部連結
- Kitsap Sun's Islander news site （页面存档备份，存于）
- Bainbridge Island Review newspaper
- Bainbridge Island Community Network
- Bainbridge Island Chamber of Commerce （页面存档备份，存于）
- City of Bainbridge Island （页面存档备份，存于）
- Bainbridge Island Historical Society （页面存档备份，存于）
- Bainbridge Island Community Calendar （页面存档备份，存于）
- Sister Islands Bainbridge-Ometepe（页面存档备份，存于）